# Международная ассоциация рынков капитала
Международная ассоциация рынков капитала (ICMA) (англ. International Capital Market Association) — международная саморегулируемая организация и торговая ассоциация международного финансового рынка.
Международная природа рынка подразумевает, что он не может быть таким же объектом контроля как внутренние первичный и вторичный рынки. С момента своего образования ICMA играет центральную и основополагающую роль в создании глобальных рамок деятельности этого рынка, основываясь на правилах и рекомендациях современной экономики и производства, являющимися в свою очередь базой для регулирования и развития финансового рынка. Ассоциация предоставляет своим членам широкий спектр услуг, продуктов и разного вида поддержку.